# Anthophora laevigata
Anthophora laevigata là một loài Hymenoptera trong họ Apidae. Loài này được Spinola mô tả khoa học năm 1808.